# Passiflora sclerophylla
Passiflora sclerophylla är en passionsblomsväxtart som beskrevs av Hermann August Theodor Harms. Passiflora sclerophylla ingår i släktet passionsblommor, och familjen passionsblomsväxter. Inga underarter finns listade i Catalogue of Life.